# Gargoyle's Quest II
Gargoyle's Quest II (レッドアリーマーII Reddo Arīmā Tsū?, lit. "Red Arremer II"), är ett NES-spel från Capcom, utgivet 1992.

## Handling
Spelets huvudperson är monstret Firebrand, som skall återfinna den försvunna magin från Etruria.

### Fotnoter
1. 1 2 3  ”Gargoyle's Quest II”. NES DB. 11 mars 1992. Arkiverad från originalet den 23 april 2014. https://web.archive.org/web/20140423022409/http://www.nesdb.se/game_more.php?id=568&rid=1. Läst 21 april 2014.
2. ↑  ”Gargoyle's Quest II” (på svenska). Nintendomagasinet (Kungsbacka: Atlantic) (6 1993):  sid. 10-11 (Power Player). juni 1993. Läst 21 april 2014.